# Mick Ralphs
Michael Geoffrey "Mick" Ralphs (31 de marzo de 1944-23 de junio de 2025) fue un guitarrista y compositor británico, miembro fundador de las bandas Mott the Hoople y Bad Company. En 1974 fundó Bad Company junto al cantante Paul Rodgers. En 1984 salió de gira con el guitarrista David Gilmour en promoción del álbum About Face. También ha grabado tres álbumes de estudio como solista: Take This (1984), It's All Good (2001) y That's Life (2003).

## Discografía

### Mott The Hoople
- 1969 : Mott the Hoople
- 1970 : Mad Shadows
- 1971 : Wildlife
- 1971 : Brain Capers
- 1972 : All the Young Dudes
- 1972 : Rock and Roll Queen
- 1973 : Mott

### Bad Company
- Bad Company. Island (junio de 1974)
- Straight Shooter. Island (abril de 1975)
- Run with the Pack. Island (febrero de 1976)
- Burnin' Sky. Island (marzo de 1977)
- Desolation Angels. Swan Song (marzo de 1979)
- Rough Diamonds. Swan Song (agosto de 1982)
- 10 from 6 (recopilación). Atlantic (enero de 1986)
- Fame and Fortune. Atlantic (octubre de 1986)
- Dangerous Age. Atlantic (agosto de 1988)
- Holy Water. Atco (junio de 1990)
- Here Comes Trouble. Atco (septiembre de 1992)
- What You Hear Is What You Get: The Best Of Bad Company (en vivo). Atco (diciembre de 1993)
- Company of Strangers. EastWest (junio de 1995) -
- Stories Told & Untold. EastWest (noviembre de 1996)
- The Original Bad Company Anthology (recopilación 2xcd). Elektra (marzo de 1999) -
- Live in Albuquerque 1976 (en vivo 2xcd). Cleopatra (agosto de 2006)

### Solista
- 1984 : Take This
- 2001 : It's All Good
- 2003 : That's Life